# Elecciones legislativas de Argentina de 1951
Las elecciones legislativas de Argentina de 1951 tuvieron lugar el domingo 11 de noviembre del mencionado año con el objetivo de renovar, tras la reforma constitucional de 1949, la totalidad del Congreso de la Nación Argentina. Los comicios realizaron al mismo tiempo que las elecciones presidenciales, y el Congreso surgido de los mismos fue el primero elegido por sufragio universal de hombres y mujeres, teniendo por primera vez estas últimas el derecho a votar y ser electas. La Cámara de Diputados sería la primera en contar con una representación delegada de los territorios nacionales, mientras que el Senado de la Nación fue el primero en ser elegido directamente. Se trató además de la única instancia desde la instalación del sufragio secreto en la que se renovó el Congreso completo sin producirse previamente una interrupción al orden constitucional, dado que la constitución exige un sistema escalonado para la elección de autoridades. 
Para estos comicios se empleó el sistema de escrutinio mayoritario uninominal, con las provincias divididas en circunscripciones, representadas cada una de estas por un diputado. En las provincias de Buenos Aires, Córdoba, Entre Ríos y Santa Fe, así como en la ciudad de Buenos Aires, dos de sus diputados fueron asignados a los candidatos perdedores que hubieran sumado mayor cantidad de votos en su circunscripción. Todas las provincias tenían al menos dos circunscripciones para la elección de diputados, mientras que tres de los ocho territorios nacionales tendrían dos delegados, y los cinco restantes solo uno. Una mitad de los diputados cumpliría mandato hasta 1955, mientras que el resto tendría un mandato de seis años hasta 1958, para garantizar la elección escalonada. Los dos senadores para cada provincia se eligieron por voto directo, empleándose por única instancia un sistema de doble voto para elegir a ambos al mismo tiempo, para luego renovarse de igual forma escalonadamente. Las recientemente creadas provincias Presidente Perón y Eva Perón (actuales Chaco y La Pampa) no eligieron a sus representantes parlamentarios en estos comicios por encontrarse en proceso de normalización institucional tras la provincialización, eligiendo en su lugar convencionales provinciales para redactar las constituciones que regirían a dichos distritos. La inclusión de representantes de Formosa, Misiones, Neuquén, Río Negro, Chubut Santa Cruz y Tierra del Fuego, Antártida e Islas del Atlántico Sur, y posteriormente de Chaco y La Pampa, implicó la primera instancia en la que la Cámara de Diputados estuvo conformada por representantes de todos los distritos del país.
Las elecciones tuvieron lugar durante el gobierno de Juan Domingo Perón, que se presentó a la reelección como candidato del Partido Peronista y su rama femenina, el Partido Peronista Femenino. El sistema uninominal fue duramente criticado por los partidos de la oposición, cuyo principal referente era la Unión Cívica Radical, en gran medida denunciando que muchas de las circunscripciones en los distritos con mayor afluencia de votos antiperonistas fueran manipuladas para garantizar al peronismo una ventaja injusta (sistema denominado «circunscripciones chorizo»). El sistema fue planificado, propuesto y diseñado por Román Subiza, ministro de Asuntos Políticos, y fue aprobado por el Congreso en reemplazo de la Ley Sáenz Peña vigente hasta entonces en julio de 1951.
Debido al sistema electoral, el Movimiento Peronista como tal obtuvo un triunfo aplastante, sumando 152 de las 166 bancas parlamentarias, a pesar de no superar los dos tercios del voto popular. El Partido Peronista Femenino, que se presentó con veintiséis candidatas, se impuso en todas las circunscripciones donde se presentó, convirtiéndose sus postulantes en las primeras diputadas y delegadas territoriales de la historia argentina. Beneficiada por ser el único partido opositor con presencia en todo el país y por un masivo voto táctico a su favor, la Unión Cívica Radical sumó alrededor de un tercio de los votos y fue el partido ganador en todas las circunscripciones donde no se impuso el peronismo, aunque el trazado de las circunscripciones llevó a que su proporción de votos de más del 33% se tradujera en solo 14 bancas. El Partido Demócrata Nacional, hasta entonces representado por el sanluiseño Reynaldo Pastor, perdió toda su presencia parlamentaria, la primera vez que el conservadurismo argentino se vio sin representantes en el Congreso. Los partidos Socialista y el Comunista fueron los únicos que presentaron candidatas mujeres fuera del peronismo, pero ninguna de sus candidaturas obtuvo un buen resultado. La totalidad de los senadores electos pertenecieron al justicialismo.
Debido al golpe de Estado de septiembre de 1955, que derrocó al peronismo y anuló la constitución de 1949, la mitad de los diputados electos no pudo completar su mandato. El resto lo hizo pocos meses antes del golpe, el 30 de abril de 1955, siguiendo a la renovación legislativa de 1954.

## Antecedentes

### Sistema uninominal en Argentina
Durante la mayor parte de su historia electoral en la segunda mitad de los siglos XIX y la primera del XX, la Argentina había empleado un sistema de lista completa y, posteriormente, uno de lista incompleta, que garantizaba una representación fija para la primera y segunda unidad más votada. En la última década del régimen conservador del voto cantado, el gobierno de Julio Argentino Roca, del Partido Autonomista Nacional, impulsó la Ley 4161 de representación uninominal por circunscripciones, que establecía, por primera vez en la historia del país, el sistema de escrutinio mayoritario uninominal. Bajo el mismo el territorio de las entonces catorce provincias de Argentina y la Capital Federal fue dividido en circunscripciones, cada una de las cuales elegía por simple mayoría de votos a un miembro de la Cámara de Diputados. Se aplicó únicamente en las elecciones legislativas de 1904 y resultó en un aumento de la competitividad electoral, a pesar del sistema de voto público, con la elección de Alfredo Palacios como primer diputado socialista de América Latina.
El 22 de octubre de 1902, el ministro Joaquín V. González, que introdujo el proyecto de sistema uninominal en el Congreso de la Nación, se manifestó en defensa de su aprobación con las siguientes palabras:

"El sistema de lista tiende a la unidad, desde que es la unidad su mayor base de acción; tiende a centralizar, y lo hemos visto en la actuación de todos los partidos políticos que han actuado en la República Argentina.

El escrutinio uninominal, como lo dice su nombre, distribuye el ejercicio del sufragio colectivo en tantos centros de acción, como determina un cociente electoral, constitucionalmente establecido. Su acción natural y lógica es por tanto dar vida, fomentar la formación de centros locales, distribuir el ejercicio de las fuerzas sociales en tantos centros de acción, como lo determina aquel cociente electoral. Luego es el que realiza en la forma más fácil y práctica la tendencia federativa, que es la división, la descentralización y, por un efecto de conjunto general, viene a formar la nacionalidad orgánica y atómicamente más fuerte".

El sistema solo pudo emplearse en los comicios de 1904, pues fue rápidamente repudiado y anulado por el gobierno de Manuel Quintana, sucesor de Roca elegido ese mismo año, que lo consideraba inconstitucional, y se restauró el antiguo sistema de voto por lista completa hasta la finalización del régimen conservador, cuando el presidente Roque Sáenz Peña impulsó la ley que garantizó el sufragio universal masculino y secreto, y modificaba el sistema de lista completa por uno de lista incompleta. El mismo rigió durante la última etapa de gobierno conservador y las primeras presidencias radicales (1912-1930), el régimen de la Década Infame (1931-1943) y la primera mitad de la primera presidencia de Juan Domingo Perón (1946-1949).

### Peronismo y constitución de 1949
El golpe de Estado del 4 de junio de 1943 que derrocó al régimen de la Década Infame (período durante el cual una coalición conservadora conocida como Concordancia mantuvo el gobierno mediante el fraude electoral) inició el surgimiento del movimiento político conocido como peronismo o justicialismo, en torno a la figura de Juan Domingo Perón, que ganó las elecciones presidenciales de 1946 e implementó una amplia serie de reformas sociales, políticas y económicas, constituyendo un amplio estado de bienestar. Se aprobaron leyes que garantizaron tanto el voto femenino como la representación legislativa delegada de los territorios nacionales. A finales de 1948, el gobierno impulsó una reforma constitucional, para lo cual fue elegida una Convención Constituyente, con abrumadora mayoría del peronismo. La nueva constitución introdujo numerosas reformas de cara a la elección del presidente de la Nación, estableciendo el sufragio directo, pero retuvo en su mayoría el sistema electoral escalonado para la elección del Congreso, con la excepción de la elección directa para los senadores nacionales.
El principal partido de la oposición fue la Unión Cívica Radical, partido gobernante antes de la instauración del régimen de la Década Infame y principal exponente del radicalismo, un igualmente amplio movimiento político fuerte en general entre la clase media argentina. Después de las elecciones legislativas de 1946, el partido ocupaba 44 escaños en la Cámara, lo que se denominó «Bloque de los 44». En el Senado, la totalidad de la representación correspondió al justicialismo, y la elección de dos senadores conservadores por la provincia de Corrientes fue impugnada y anulada después de la intervención federal a dicho distrito, único con un gobierno opositor. Electoralmente, durante este período el peronismo se impuso en prácticamente todas las elecciones realizadas en el plano nacional y provincial, con la competitividad opositora limitada a la Capital Federal, la Provincia de Córdoba y algunos distritos marginales de otras provincias, encabezando algunos gobiernos municipales. El sistema imperante de lista incompleta garantizaba una representación de alrededor de dos tercios para la mayoría y un tercio para la minoría, por lo que la derrota del peronismo en cualquiera de los dos distritos de fuerte caudal opositor hubiera implicado la pérdida de la mayoría de dos tercios, que había habilitado al peronismo a iniciar el proceso de reforma constitucional.

### Reforma electoral de 1951

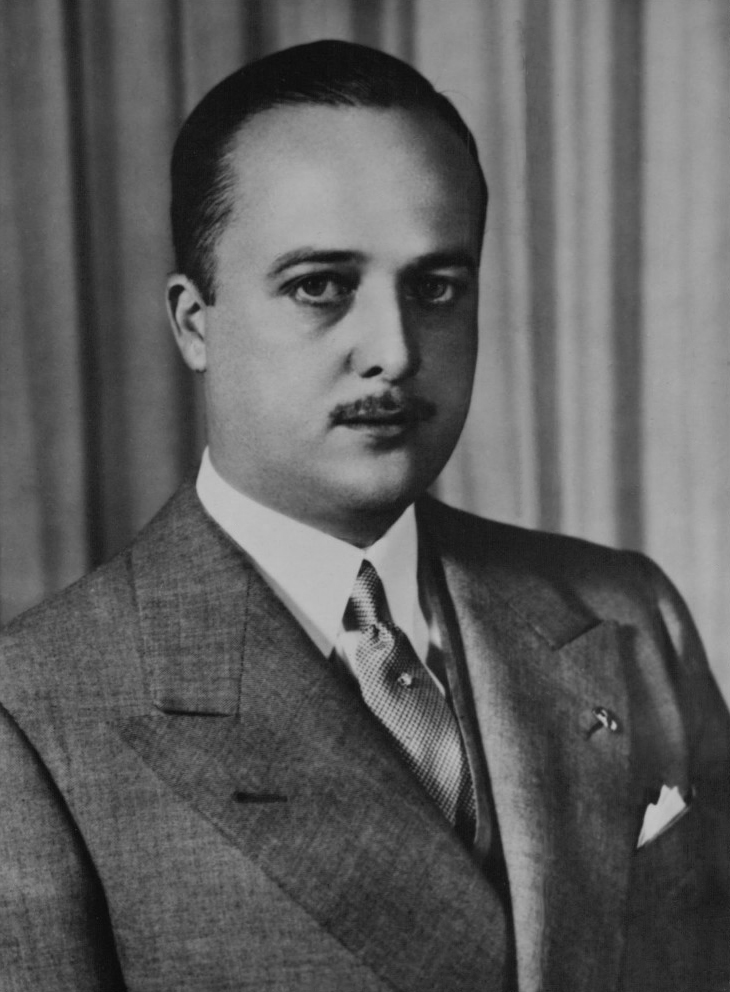
Se consideró a Román Subiza, ministro de Asuntos Políticos (1949-1954), como el principal arquitecto del sistema de «circunscripciones chorizo».

Tras la reforma constitucional argentina de 1949, se estableció un plazo transitorio hasta la realización de nuevas elecciones generales para todos los cargos bajo la misma. Los electos asumirían entre abril y junio de 1952, al término del primer mandato de Perón, el cual podría presentarse a la reelección tras la abolición del límite de mandatos. El Ministerio de Asuntos Políticos, que encabezaba Román Subiza, redactó un documento confidencial fechado el 22 de febrero de 1951 (faltando en teoría un año para la elección) y denominado «Medidas de carácter político necesarias para afianzar al Partido Peronista». En dicho documento, Subiza recomendó el adelantamiento de las elecciones generales, primeras bajo la nueva constitución y primeras en las que se emplearía el sufragio universal de hombres y mujeres, a noviembre de 1951. Subiza justificó la propuesta en el hecho de que el adelanto «tomaría por sorpresa» a la oposición política, aprovechando la división de esta y el escaso tiempo que tendrían para hacer campaña.

Con el propósito [al adelantar la fecha electoral] de tomar desprevenida y desorganizada a la oposición, con sus fuerzas individualmente divididas y no coordinadas como Frente Nacional o Unión Democrática, aprovechar su falta de organización en el aspecto femenino y de su movilización en el masculino, y sacar provecho de nuestra superioridad en los medios económicos, de propaganda y movilidad, al acortar los plazos en que se pueda realizar la campaña
Román Subiza, Ministro de Asuntos Políticos, 22 de febrero] de 1951.

La elección se convocó de este modo para el 11 de noviembre de 1951, siete meses antes de la finalización del mandato constitucional de Perón el 4 de junio de 1952. Subiza propuso formalmente a Perón la instauración del sistema de escrutinio mayoritario uninominal, que permitiría al justicialismo retener un abrumador control del Congreso, reservando una mínima representación para las minorías. El nuevo sistema electoral requería derogar el vigente, establecido por la Ley Sáenz Peña.
El proyecto (denominado simplemente «Ley de Elecciones») se introdujo en la Cámara de Diputados para su debate el 4 de julio, y fue debatido formalmente al día siguiente. El peronista Oscar Albrieu, defendió el proyecto en un primer discurso, afirmando que facilitaría la representación de la mayoría de los grupos geográficos del país sin comprometer los propósitos del país en su conjunto. La oposición impugnó duramente la ley y la misma fue objeto de un encendido debate. El diputado radical Alfredo Vítolo la tildó de equiparable a la Ley Acerbo de la Italia fascista, declaró que se trataba de un acto inconstitucional y «violatorio del principio de soberanía popular», realizó comparaciones negativas con el sistema de gobierno británico y recordó la única instancia previa del uso de ese sistema en Argentina, empleado durante el gobierno de Roca, afirmando que se trataba de un sistema ya empleado por un gobierno que fue «descreído y despreciativo de la voluntad del pueblo». Reynaldo Pastor, diputado del Partido Demócrata, calificó la ley de «reaccionaria» y acusó al peronismo de tener fines electoralistas.
El peronista John William Cooke respondió al final del debate a ambas impugnaciones defendiendo el nuevo sistema, arguyendo que garantizaría una representación más directa de los electorados del país, y cuestionó las impugnaciones opositoras. El proyecto fue fácilmente aprobado, con leves modificaciones propuestas por el oficialismo. La ley pasó sin debate por el Senado el 11 de julio y fue promulgado por Perón el día 16, después de lo cual el Ministerio de Asuntos Políticos trabajó en establecer las circunscripciones de una manera que beneficiara al oficialismo, lo que resultó en que estas tuvieran una forma muy irregular, calificada por el periodista Bernardo Rabinovitz como «una serie de complicados laberintos». Dentro de la Capital Federal, el objetivo era unificar barrios contiguos pero con diferentes estructuras sociales, favoreciendo al electorado peronista por sobre las regiones más favorables a la oposición. Destacaron entre las nuevas circunscripciones, por ejemplo, una que atravesaba la ciudad desde Palermo (barrio de clase media alta) hasta Villa Soldati (barrio de clase trabajadora) y otra iba desde Palermo a Nueva Pompeya pasando por Once.

## Reglas electorales
Las elecciones se realizaron bajo el texto constitucional sancionado en 1949 y la Ley 14.032 sancionada el 11 de julio de 1951, que preveía la elección del Congreso de la Nación Argentina (Cámara de Diputados y Senado). Se elegirían los siguientes cargos:
- 149 diputados, por medio de escrutinio mayoritario uninominal. Se dividiría el país en circunscripciones y resultaría electo el candidato vencedor a simple mayoría de votos. 139 de estos diputados serían elegidos por medio de las circunscripciones. Por su parte, la Capital Federal y las provincias de Buenos Aires, Córdoba, Entre Ríos y Santa Fe fueron divididas en la cantidad de circunscripciones correspondientes a la cantidad de diputados que les tocaría elegir, excepto por dos. Estas dos últimas bancas serían asignadas al candidato que hubiera logrado el mayor número de sufragios sin resultar electo en su circunscripción. La mitad de los diputados cumpliría mandato de tres años hasta 1955, y la otra mitad uno de seis hasta 1958.
- 11 delegados territoriales, con derecho a voz pero no a voto, elegidos de la misma manera que los diputados nacionales.
- 30 senadores nacionales, elegidos por voto directo con el territorio provincial como distrito único. Dada la elección escalonada, por única vez los senadores fueron elegidos al mismo tiempo por un sistema de voto paralelo con lista abierta, teniendo un senador de cada provincia un mandato de seis años, y el otro uno de tres.

## Cargos a elegir

### Diputados y Senadores Nacionales

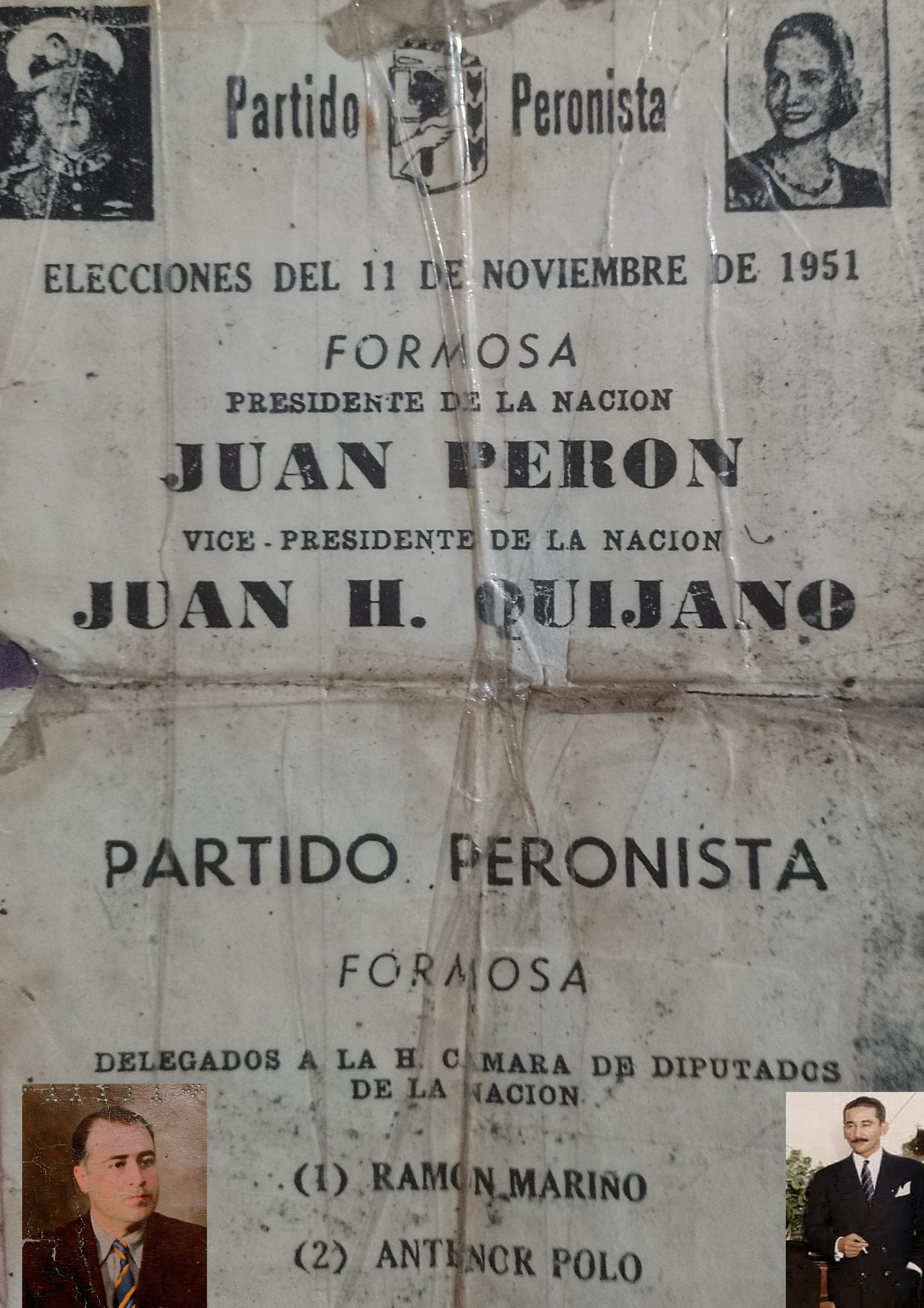
Boleta del Partido Justicialista en Formosa que resultó victoriosa en las elecciones, con sus candidatos a delegados territoriales. Abajo, fotos de los delegados electos. A la izquierda, Ramón Mariño. A la derecha, Antenor Polo.

| Distrito            | Diputados | Circunscripciones | Circunscripciones | Circunscripciones | Bonificación a la minoría | Bonificación a la minoría | Bonificación a la minoría | Senadores | Senadores | Senadores |
| Distrito            | Diputados | Total             | 1952-1955         | 1952-1958         | Total                     | 1952-1955                 | 1952-1958                 | Total     | 1952-1955 | 1952-1958 |
| ------------------- | --------- | ----------------- | ----------------- | ----------------- | ------------------------- | ------------------------- | ------------------------- | --------- | --------- | --------- |
| Buenos Aires        | 43        | 41                | 21                | 20                | 2                         | 1                         | 1                         | 2         | 1         | 1         |
| Capital Federal     | 30        | 28                | 15                | 13                | 2                         | —                         | 2                         | 2         | 1         | 1         |
| Catamarca           | 2         | 2                 | 1                 | 1                 | —                         | —                         | —                         | 2         | 1         | 1         |
| Córdoba             | 15        | 13                | 7                 | 6                 | 2                         | —                         | 2                         | 2         | 1         | 1         |
| Corrientes          | 5         | 5                 | 3                 | 2                 | —                         | —                         | —                         | 2         | 1         | 1         |
| Entre Ríos          | 8         | 6                 | 3                 | 3                 | 2                         | 1                         | 1                         | 2         | 1         | 1         |
| Jujuy               | 2         | 2                 | 1                 | 1                 | —                         | —                         | —                         | 2         | 1         | 1         |
| La Rioja            | 2         | 2                 | 1                 | 1                 | —                         | —                         | —                         | 2         | 1         | 1         |
| Mendoza             | 6         | 6                 | 3                 | 3                 | —                         | —                         | —                         | 2         | 1         | 1         |
| Salta               | 3         | 3                 | 2                 | 1                 | —                         | —                         | —                         | 2         | 1         | 1         |
| San Juan            | 3         | 3                 | 1                 | 2                 | —                         | —                         | —                         | 2         | 1         | 1         |
| San Luis            | 2         | 2                 | 1                 | 1                 | —                         | —                         | —                         | 2         | 1         | 1         |
| Santa Fe            | 17        | 15                | 7                 | 8                 | 2                         | 1                         | 1                         | 2         | 1         | 1         |
| Santiago del Estero | 5         | 5                 | 3                 | 2                 | —                         | —                         | —                         | 2         | 1         | 1         |
| Tucumán             | 6         | 6                 | 3                 | 3                 | —                         | —                         | —                         | 2         | 1         | 1         |
| Total               | 149       | 139               | 72                | 67                | 10                        | 3                         | 7                         | 30        | 15        | 15        |

### Delegados de los Territorios Nacionales
| Territorios        | Delegados | 1952-1955 | 1952-1958 |
| ------------------ | --------- | --------- | --------- |
| Chubut             | 1         | —         | 1         |
| Comodoro Rivadavia | 1         | —         | 1         |
| Formosa            | 2         | 1         | 1         |
| Misiones           | 2         | 2         | —         |
| Neuquén            | 1         | 1         | —         |
| Río Negro          | 2         | 1         | 1         |
| Santa Cruz         | 1         | —         | 1         |
| Tierra del Fuego   | 1         | 1         | —         |
| Total              | 11        | 6         | 5         |

## Campaña
La campaña electoral de 1951 coincidió con la de las elecciones presidenciales del mismo día y, por lo tanto, carecieron de un enfoque particular. Ninguna de las candidatas de la rama femenina del peronismo hizo campaña particular en su circunscripción, sino que continuaron realizando sus labores militantes en todo el distrito que representarían. Debido a que la totalidad de los candidatos legislativos de cada partido figuraban en la boleta juntos, no se presentó una gran relación entre los postulantes y los ciudadanos de las respectivas circunscripciones, y la mayoría de los postulantes hicieron campaña junto a sus respectivos candidatos presidenciales.

## Resultados generales

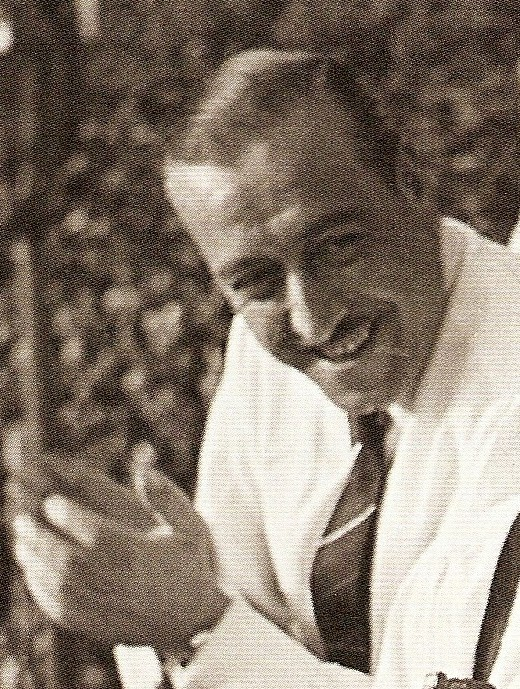
Héctor José Cámpora, peronista bonaerense, fue reelegido como presidente de la Cámara de Diputados.

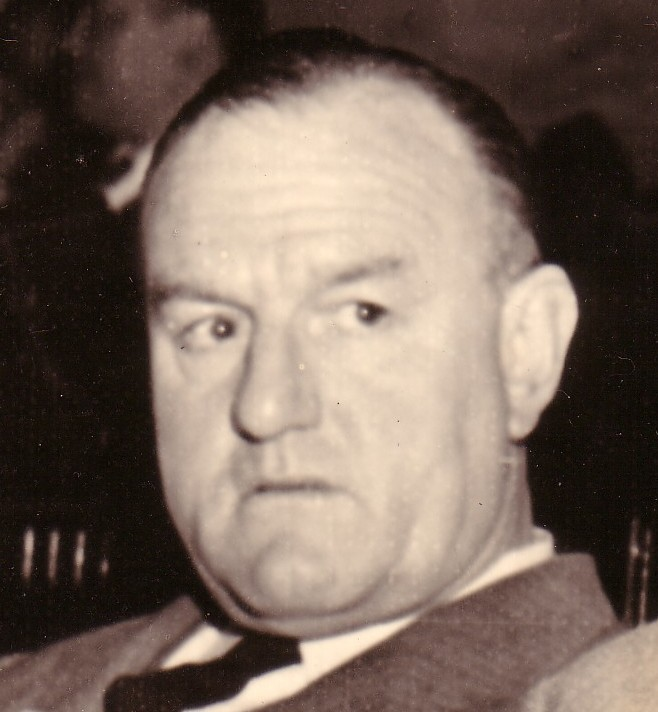
El radical porteño Francisco Rabanal fue el candidato opositor con mejor desempeño al vencer con el 53,61% de los votos en la 23ª circunscripción de Capital Federal.

En paralelo con la aplastante reelección de Juan Domingo Perón, el Movimiento Peronista obtuvo un triunfo rotundo en la elección legislativa. Recogió el 62,24% de los votos en los quince distritos nacionales que renovaron diputados, triunfando en 133 de las 139 circunscripciones y resultando electos dos de sus candidatos que, sin imponerse en sus circunscripciones, estuvieron entre los dos perdedores más votados. A esto se sumó el hecho de que se impuso en las once circunscripciones para delegados de los Territorios Nacionales, dando como resultado una abrumadora mayoría parlamentaria, de 146 diputados sobre 160. Cuando las provincias Presidente Perón y Eva Perón eligieron diputados un año y medio más tarde, todos correspondieron al peronismo, con lo que la mayoría se amplificó a 152 de 166. Armando Bernardino González Barale, Eduardo Colom, José María Ramallo López y Ezequiel Sabotinsky, todos porteños, fueron los únicos candidatos peronistas que no resultaron electos, correspondiendo a Sabotinsky el peor desempeño para el movimiento en la 23.ª circunscripción capitalina, con un 42,96% de las preferencias.

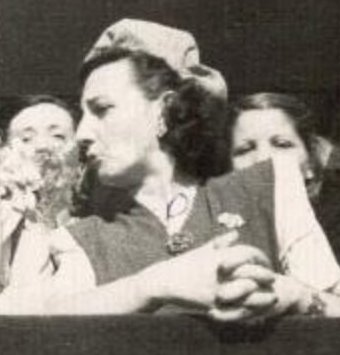
La peronista porteña Ana Carmen Macri fue la mujer más votada de Capital Federal en el 26.ª distrito de la ciudad, pero también la diputada electa con el desempeño porcentual más bajo de todo el país (53,74%).

El sistema de «circunscripciones chorizo», aplicado en la Capital Federal, algunas regiones de la provincia de Buenos Aires y la provincia de Córdoba llevaron a que el peronismo obtuviera representaciones que excedían mucho su porcentaje en el voto popular, imponiéndose en 23 de 28 circunscripciones con apenas un 54,16% del voto popular en toda la ciudad, en 12 de las 13 circunscripciones cordobesas con apenas un 52,60%, y en todas las demás circunscripciones de los otros distritos, aunque no excedió de tres quintos del voto popular (60%) en las zonas más pobladas. En los territorios nacionales, que podían votar por primera vez por representantes legislativos, el voto a favor del peronismo fue superior al 70%. Después de las elecciones, Héctor José Cámpora, elegido en la 24.ª circunscripción de la provincia de Buenos Aires y que ejercía como presidente de la Cámara de Diputados desde 1948, fue reelegido para un segundo mandato, que ocuparía hasta abril de 1953. Como vicepresidentes fueron elegidos el cordobés Pablo López y el sanjuanino Beato Miguel Tejada.

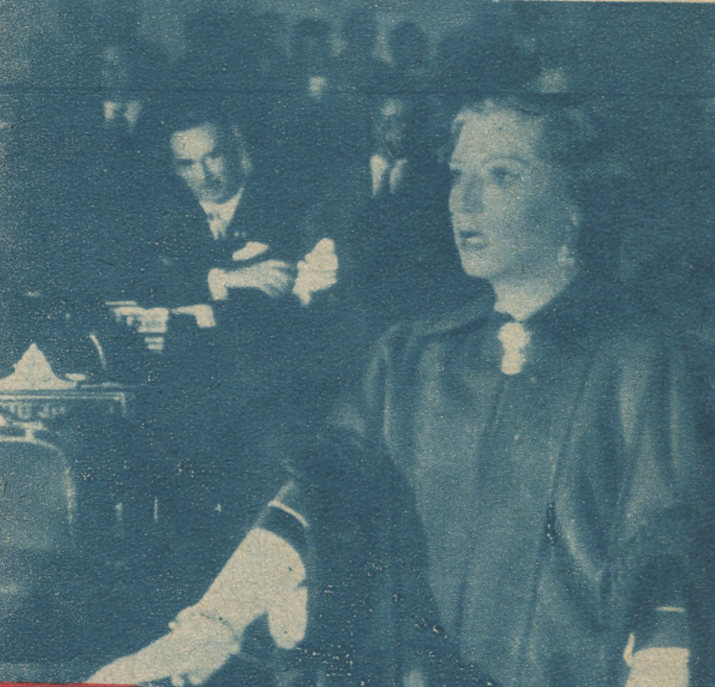
La peronista fueguina Esther Fadul, elegida delegada por la gobernación marítima de Tierra del Fuego, fue la única candidata que triunfó sin oposición.

Uno de los aspectos más destacados de la elección fue la incorporación del sufragio femenino y la presentación de veintiséis mujeres postulantes pertenecientes al Partido Peronista Femenino, rama femenina del justicialismo que presidía Eva Perón. Todas ellas resultaron electas por márgenes holgados y prácticamente ninguna enfrentó una competencia coherente en su circunscripción. El mejor resultado (tanto para las candidaturas femeninas como para el Movimiento Peronista y la elección en su conjunto) correspondió a Dominga Ortiz, en la 4.ª circunscripción de la provincia de Santiago del Estero, con un 82,97% de los votos. La mujer con menor desempeño porcentual fue Ana Carmen Macri, con un 53,74% de los votos (a pesar de ser, de las cuatro mujeres porteñas electas, la que más votos individuales recibió). La entrerriana María Caviglia, que logró un 59,89% de los votos en la 1.ª circunscripción (correspondiente a la capital provincial, Paraná), fue la única mujer de las provincias más pobladas que representó a una circunscripción en la que un opositor obtuvo el desempeño suficiente para ser electo por la minoría, correspondiendo el puesto al radical Carlos Humberto Perette, más tarde vicepresidente, con un 37,12%.
Las mujeres antiperonistas tuvieron muy poca participación en el proceso político al momento de las elecciones y terminaron con nula representación, no habiendo mujeres electas que no pertenecieran al peronismo. Aunque la Unión Cívica Radical había modificado su estatuto en 1947 para permitir la afiliación de mujeres, no presentó candidatas en ninguna circunscripción, lo mismo que el Partido Demócrata Nacional. El Partido Socialista y el Partido Comunista habían encabezado la puja política por el sufragio femenino en el período previo a la aparición del peronismo y, por lo tanto, gozaban de una importante estructura de militancia femenina, pero el debilitamiento padecido por la hegemonía del peronismo entre el voto obrero condujo a que ninguna de sus candidatas tuviera un buen desempeño electoral. Detenida en una purga política durante la campaña, Alicia Moreau de Justo, referente feminista y candidata socialista a diputada en la 16.ª circunscripción de Capital Federal, no había podido hacer campaña y ni siquiera pudo votar.
Los votos de las candidatas representaron de un 10 a un 11% del voto total recibido por el Movimiento Peronista y representaron la unidad más votada por sobre el peronismo masculino en Salta y el territorio nacional de Misiones, y la segunda en Santiago del Estero. Córdoba fue la única provincia con una importante cantidad de diputados sin diputadas mujeres. Esther Fadul, representante delegada de Tierra del Fuego, entonces la región más remota y austral del país y con nula participación política, fue la única candidata en ser elegida sin oposición, obteniendo por tanto un 100% de los votos válidos y el 62,05% de los votos emitidos (el resto fueron anulados o blanco) y fue la candidatura peronista con menos votos individuales (435), debido en gran medida a la pequeñez de su distrito, seguida por el santacruceño Orlando Ludovico Parolín, que obtuvo 3.269 votos sobre 1.323 del radical Bartolomé Pérez, la competencia con menos electores de la jornada.
El porcentaje de mujeres electas en la Cámara fue de 16,25%, en ese momento uno de los más altos de América Latina, que aumentaría por encima del 20% hacia el final del período peronista, disminuyendo después de su golpe de 1955 y no retornando a valores similares o superiores hasta la democratización definitiva de Argentina en 1983. Poco más de un año y medio después de las elecciones, Delia Degliuomini de Parodi, que había sido electa en la 1.ª circunscripción de Capital Federal, ocuparía el liderazgo del peronismo femenino tras el fallecimiento de Eva Perón en julio de 1952 y la vicepresidencia primera de la Cámara de Diputados. Esta sería por mucho tiempo la posición electa de más alto rango ocupada por una mujer en el Congreso de la Nación Argentina.
El cambio de sistema electoral destruyó las expectativas de la oposición de ampliar su representación en la Cámara de Diputados y terminó reduciéndola más de dos tercios de la anterior a los comicios. La Unión Cívica Radical, entonces el partido más grande después del peronismo, obtuvo el 33,21% de los votos, lo que representó un aumento de 8,70% con respecto a las elecciones legislativas de 1948, pero terminó imponiéndose solo en seis circunscripciones (cinco de ellas en la Capital Federal y una en la provincia de Córdoba). De un total de 44 escaños, pasó a obtener solo 14 bancas en total. El mejor resultado para la UCR (y para la oposición en general) fue el de Francisco Rabanal, de la 23.ª circunscripción porteña, con un 53,61% de las preferencias. A pesar de la derrota aplastante, el radicalismo fue el único partido en presentar candidaturas en casi todas las circunscripciones (con la sola excepción de la gobernación fueguina) y consolidó en las elecciones su papel como principal fuerza opositora al peronismo, pasando de recibir un 51,82% del voto destinado a los partidos opositores en 1948, a un 83,30%, beneficiada por el voto de conservadores, socialistas y comunistas que veían a la UCR como el único partido capaz de hacer frente al peronismo, así como de los demócratas progresistas, que habían llamado a la abstención un día antes de las elecciones citando la falta de garantías.
Lo anterior dejó diezmadas a las terceras fuerzas. Fuera del peronismo y el radicalismo, ninguno de los demás partidos superó el 15% de los votos en prácticamente ninguna circunscripción, con solo dos notables excepciones. En la 2.ª circunscripción de la provincia de San Luis (región de origen de Reynaldo Pastor, único diputado aún correspondiente a esa fuerza en el momento de los comicios), se ubicó en segundo puesto el Partido Demócrata, superando a la Unión Cívica Radical pero encontrándose muy atrás del Partido Peronista. En la 33.ª circunscripción de la provincia de Buenos Aires, correspondiente a la ciudad de Mar del Plata, el Partido Socialista sumó el 19,27% de los votos, aún ubicándose en tercer lugar, presagiando la elección de Teodoro Bronzini como intendente de la ciudad después de la proscripción del peronismo a finales de al década. Debido a lo anteriormente mencionado, la elección devino, por primera vez desde la instauración del sufragio secreto, en un legislativo puramente bipartidista, situación que se mantendría hasta el derrocamiento de Perón y que no ha vuelto a repetirse en la historia electoral argentina.
|  | 50.73 % |

|  | 11.48 % |

|  | 62.21 % |

|  | 32.73 % |

|  | 0.33 % |

|  | 0.21 % |

|  | 33.27 % |

|  | 1.52 % |

|  | 0.51 % |

|  | 0.30 % |

|  | 0.13 % |

|  | 2.45 % |

|  | 1.03 % |

|  | 0.98 % |

|  | 0.04 % |

|  | 0.02 % |

|  | 0.01 % |

|  | 97.63 % |

|  | 2.37 % |

|  | 100 % |

|  | 88.23 % |

## Resultados por circunscripción electoral y provincia

### Diputados
|  | 62.65 % |

|  | 30.07 % |

|  | 4.84 % |

|  | 1.40 % |

|  | 1.04 % |

|  | 97.59 % |

|  | 2.41 % |

|  | 100 % |

|  | 91.65 % |

|  | 60.78 % |

|  | 32.55 % |

|  | 4.96 % |

|  | 0.86 % |

|  | 0.85 % |

|  | 97.39 % |

|  | 2.61 % |

|  | 100 % |

|  | 91.49 % |

|  | 59.43 % |

|  | 33.74 % |

|  | 5.08 % |

|  | 0.93 % |

|  | 0.82 % |

|  | 97.64 % |

|  | 2.36 % |

|  | 100 % |

|  | 91.75 % |

|  | 65.98 % |

|  | 30.18 % |

|  | 1.49 % |

|  | 1.45 % |

|  | 0.89 % |

|  | 97.04 % |

|  | 2.96 % |

|  | 100 % |

|  | 93.25 % |

|  | 59.35 % |

|  | 36.74 % |

|  | 2.83 % |

|  | 0.61 % |

|  | 0.46 % |

|  | 98.10 % |

|  | 1.90 % |

|  | 100 % |

|  | 86.46 % |

|  | 64.30 % |

|  | 31.67 % |

|  | 1.63 % |

|  | 1.37 % |

|  | 1.04 % |

|  | 98.30 % |

|  | 1.70 % |

|  | 100 % |

|  | 92.45 % |

|  | 69.92 % |

|  | 26.04 % |

|  | 1.73 % |

|  | 1.71 % |

|  | 0.61 % |

|  | 98.49 % |

|  | 1.51 % |

|  | 100 % |

|  | 93.98 % |

|  | 70.89 % |

|  | 25.87 % |

|  | 1.65 % |

|  | 1.03 % |

|  | 0.56 % |

|  | 98.29 % |

|  | 1.71 % |

|  | 100 % |

|  | 93.69 % |

|  | 69.24 % |

|  | 26.75 % |

|  | 1.89 % |

|  | 1.56 % |

|  | 0.55 % |

|  | 98.19 % |

|  | 1.81 % |

|  | 100 % |

|  | 94.14 % |

|  | 73.80 % |

|  | 22.82 % |

|  | 1.61 % |

|  | 1.34 % |

|  | 0.43 % |

|  | 97.96 % |

|  | 2.04 % |

|  | 100 % |

|  | 93.83 % |

|  | 61.83 % |

|  | 35.02 % |

|  | 1.21 % |

|  | 1.03 % |

|  | 0.91 % |

|  | 97.89 % |

|  | 2.11 % |

|  | 100 % |

|  | 93.16 % |

|  | 59.87 % |

|  | 31.64 % |

|  | 7.91 % |

|  | 0.30 % |

|  | 0.29 % |

|  | 98.25 % |

|  | 1.75 % |

|  | 100 % |

|  | 81.89 % |

|  | 74.32 % |

|  | 21.79 % |

|  | 1.52 % |

|  | 1.41 % |

|  | 0.96 % |

|  | 97.50 % |

|  | 2.50 % |

|  | 100 % |

|  | 91.34 % |

|  | 66.62 % |

|  | 30.51 % |

|  | 0.97 % |

|  | 0.95 % |

|  | 0.95 % |

|  | 97.63 % |

|  | 2.37 % |

|  | 100 % |

|  | 92.60 % |

|  | 72.19 % |

|  | 24.92 % |

|  | 1.32 % |

|  | 1.18 % |

|  | 0.38 % |

|  | 97.81 % |

|  | 2.19 % |

|  | 100 % |

|  | 92.58 % |

|  | 73.64 % |

|  | 23.10 % |

|  | 1.60 % |

|  | 1.26 % |

|  | 0.40 % |

|  | 97.68 % |

|  | 2.32 % |

|  | 100 % |

|  | 93.15 % |

|  | 60.28 % |

|  | 36.59 % |

|  | 1.13 % |

|  | 1.11 % |

|  | 0.89 % |

|  | 97.80 % |

|  | 2.20 % |

|  | 100 % |

|  | 92.04 % |

|  | 63.87 % |

|  | 29.68 % |

|  | 4.94 % |

|  | 0.81 % |

|  | 0.70 % |

|  | 97.31 % |

|  | 2.69 % |

|  | 100 % |

|  | 92.64 % |

|  | 65.34 % |

|  | 31.14 % |

|  | 1.44 % |

|  | 1.19 % |

|  | 0.89 % |

|  | 97.42 % |

|  | 2.58 % |

|  | 100 % |

|  | 90.39 % |

|  | 68.27 % |

|  | 27.42 % |

|  | 3.50 % |

|  | 0.66 % |

|  | 0.15 % |

|  | 97.77 % |

|  | 2.23 % |

|  | 100 % |

|  | 90.07 % |

|  | 61.78 % |

|  | 31.79 % |

|  | 4.27 % |

|  | 1.57 % |

|  | 0.58 % |

|  | 98.14 % |

|  | 1.86 % |

|  | 100 % |

|  | 86.92 % |

|  | 60.11 % |

|  | 30.95 % |

|  | 5.57 % |

|  | 2.42 % |

|  | 0.95 % |

|  | 97.31 % |

|  | 2.69 % |

|  | 100 % |

|  | 90.78 % |

|  | 62.57 % |

|  | 31.29 % |

|  | 3.94 % |

|  | 1.42 % |

|  | 0.78 % |

|  | 97.96 % |

|  | 2.04 % |

|  | 100 % |

|  | 89.68 % |

|  | 60.25 % |

|  | 32.03 % |

|  | 5.95 % |

|  | 0.91 % |

|  | 0.85 % |

|  | 98.14 % |

|  | 1.86 % |

|  | 100 % |

|  | 85.48 % |

|  | 57.83 % |

|  | 36.29 % |

|  | 4.17 % |

|  | 1.08 % |

|  | 0.62 % |

|  | 98.36 % |

|  | 1.64 % |

|  | 100 % |

|  | 89.70 % |

|  | 55.46 % |

|  | 39.04 % |

|  | 4.07 % |

|  | 0.73 % |

|  | 0.71 % |

|  | 98.61 % |

|  | 1.39 % |

|  | 100 % |

|  | 89.54 % |

|  | 59.28 % |

|  | 35.98 % |

|  | 3.89 % |

|  | 0.48 % |

|  | 0.37 % |

|  | 98.57 % |

|  | 1.43 % |

|  | 100 % |

|  | 85.32 % |

|  | 51.02 % |

|  | 40.63 % |

|  | 7.54 % |

|  | 0.48 % |

|  | 0.33 % |

|  | 98.64 % |

|  | 1.36 % |

|  | 100 % |

|  | 72.28 % |

|  | 59.72 % |

|  | 36.45 % |

|  | 2.80 % |

|  | 0.64 % |

|  | 0.39 % |

|  | 98.57 % |

|  | 1.43 % |

|  | 100 % |

|  | 80.64 % |

|  | 60.61 % |

|  | 34.24 % |

|  | 4.27 % |

|  | 0.57 % |

|  | 0.31 % |

|  | 97.88 % |

|  | 2.12 % |

|  | 100 % |

|  | 86.17 % |

|  | 57.31 % |

|  | 38.21 % |

|  | 3.40 % |

|  | 0.76 % |

|  | 0.32 % |

|  | 98.22 % |

|  | 1.78 % |

|  | 100 % |

|  | 82.77 % |

|  | 60.32 % |

|  | 35.29 % |

|  | 3.51 % |

|  | 0.54 % |

|  | 0.34 % |

|  | 98.45 % |

|  | 1.55 % |

|  | 100 % |

|  | 84.35 % |

|  | 54.67 % |

|  | 24.01 % |

|  | 19.27 % |

|  | 1.10 % |

|  | 0.94 % |

|  | 97.60 % |

|  | 2.40 % |

|  | 100 % |

|  | 99.25 % |

|  | 54.79 % |

|  | 37.54 % |

|  | 4.70 % |

|  | 2.34 % |

|  | 0.63 % |

|  | 97.90 % |

|  | 2.10 % |

|  | 100 % |

|  | 78.55 % |

|  | 55.38 % |

|  | 40.72 % |

|  | 2.28 % |

|  | 0.98 % |

|  | 0.63 % |

|  | 98.19 % |

|  | 1.81 % |

|  | 100 % |

|  | 76.55 % |

|  | 56.73 % |

|  | 38.49 % |

|  | 3.47 % |

|  | 0.77 % |

|  | 0.54 % |

|  | 98.14 % |

|  | 1.86 % |

|  | 100 % |

|  | 79.24 % |

|  | 58.31 % |

|  | 35.67 % |

|  | 5.04 % |

|  | 0.83 % |

|  | 0.16 % |

|  | 98.53 % |

|  | 1.47 % |

|  | 100 % |

|  | 76.27 % |

|  | 55.46 % |

|  | 40.96 % |

|  | 2.79 % |

|  | 0.41 % |

|  | 0.38 % |

|  | 98.33 % |

|  | 1.67 % |

|  | 100 % |

|  | 78.60 % |

|  | 58.82 % |

|  | 38.48 % |

|  | 1.52 % |

|  | 0.68 % |

|  | 0.50 % |

|  | 98.56 % |

|  | 1.44 % |

|  | 100 % |

|  | 85.84 % |

|  | 60.95 % |

|  | 35.49 % |

|  | 1.64 % |

|  | 1.28 % |

|  | 0.64 % |

|  | 97.39 % |

|  | 2.61 % |

|  | 100 % |

|  | 89.65 % |

|  | 57.18 % |

|  | 39.96 % |

|  | 1.83 % |

|  | 0.57 % |

|  | 0.45 % |

|  | 98.37 % |

|  | 1.63 % |

|  | 100 % |

|  | 83.59 % |

|  | 66.43 % |

|  | 29.47 % |

|  | 2.03 % |

|  | 1.59 % |

|  | 0.27 % |

|  | 0.08 % |

|  | 0.13 % |

|  | 98.64 % |

|  | 1.36 % |

|  | 100 % |

|  | 93.93 % |

|  | 70.45 % |

|  | 25.01 % |

|  | 2.23 % |

|  | 1.80 % |

|  | 0.21 % |

|  | 0.16 % |

|  | 0.14 % |

|  | 98.46 % |

|  | 1.54 % |

|  | 100 % |

|  | 94.24 % |

|  | 56.31 % |

|  | 39.70 % |

|  | 2.04 % |

|  | 1.55 % |

|  | 0.25 % |

|  | 0.08 % |

|  | 0.08 % |

|  | 98.56 % |

|  | 1.44 % |

|  | 100 % |

|  | 94.38 % |

|  | 62.70 % |

|  | 32.68 % |

|  | 2.18 % |

|  | 1.99 % |

|  | 0.28 % |

|  | 0.08 % |

|  | 0.09 % |

|  | 98.45 % |

|  | 1.55 % |

|  | 100 % |

|  | 94.82 % |

|  | 59.53 % |

|  | 36.12 % |

|  | 1.99 % |

|  | 1.89 % |

|  | 0.28 % |

|  | 0.09 % |

|  | 0.10 % |

|  | 98.25 % |

|  | 1.75 % |

|  | 100 % |

|  | 94.33 % |

|  | 59.28 % |

|  | 36.91 % |

|  | 1.74 % |

|  | 1.59 % |

|  | 0.27 % |

|  | 0.10 % |

|  | 0.11 % |

|  | 98.43 % |

|  | 1.57 % |

|  | 100 % |

|  | 93.91 % |

|  | 48.83 % |

|  | 47.29 % |

|  | 1.89 % |

|  | 1.45 % |

|  | 0.37 % |

|  | 0.06 % |

|  | 0.11 % |

|  | 98.75 % |

|  | 1.25 % |

|  | 100 % |

|  | 93.55 % |

|  | 51.29 % |

|  | 44.67 % |

|  | 2.12 % |

|  | 1.29 % |

|  | 0.38 % |

|  | 0.12 % |

|  | 0.13 % |

|  | 98.64 % |

|  | 1.36 % |

|  | 100 % |

|  | 93.38 % |

|  | 68.84 % |

|  | 26.42 % |

|  | 2.11 % |

|  | 2.03 % |

|  | 0.36 % |

|  | 0.16 % |

|  | 0.08 % |

|  | 98.55 % |

|  | 1.45 % |

|  | 100 % |

|  | 93.86 % |

|  | 58.67 % |

|  | 36.09 % |

|  | 3.10 % |

|  | 1.62 % |

|  | 0.26 % |

|  | 0.11 % |

|  | 0.15 % |

|  | 98.54 % |

|  | 1.46 % |

|  | 100 % |

|  | 93.95 % |

|  | 57.43 % |

|  | 39.41 % |

|  | 2.70 % |

|  | 2.01 % |

|  | 0.22 % |

|  | 0.09 % |

|  | 0.13 % |

|  | 98.57 % |

|  | 1.43 % |

|  | 100 % |

|  | 94.21 % |

|  | 50.71 % |

|  | 45.23 % |

|  | 1.79 % |

|  | 1.63 % |

|  | 0.43 % |

|  | 0.08 % |

|  | 0.10 % |

|  | 98.60 % |

|  | 1.40 % |

|  | 100 % |

|  | 92.90 % |

|  | 63.87 % |

|  | 32.45 % |

|  | 1.80 % |

|  | 1.36 % |

|  | 0.33 % |

|  | 0.07 % |

|  | 0.13 % |

|  | 98.19 % |

|  | 1.81 % |

|  | 100 % |

|  | 94.45 % |

|  | 55.49 % |

|  | 41.23 % |

|  | 1.63 % |

|  | 0.97 % |

|  | 0.45 % |

|  | 0.08 % |

|  | 0.14 % |

|  | 98.52 % |

|  | 1.48 % |

|  | 100 % |

|  | 93.33 % |

|  | 52.76 % |

|  | 43.09 % |

|  | 1.88 % |

|  | 1.88 % |

|  | 0.23 % |

|  | 0.08 % |

|  | 0.07 % |

|  | 98.77 % |

|  | 1.23 % |

|  | 100 % |

|  | 93.33 % |

|  | 48.13 % |

|  | 48.05 % |

|  | 1.93 % |

|  | 1.31 % |

|  | 0.46 % |

|  | 0.07 % |

|  | 0.05 % |

|  | 98.62 % |

|  | 1.38 % |

|  | 100 % |

|  | 92.77 % |

|  | 47.93 % |

|  | 47.78 % |

|  | 2.85 % |

|  | 0.96 % |

|  | 0.32 % |

|  | 0.08 % |

|  | 0.08 % |

|  | 98.76 % |

|  | 1.24 % |

|  | 100 % |

|  | 94.40 % |

|  | 49.47 % |

|  | 46.43 % |

|  | 1.89 % |

|  | 1.48 % |

|  | 0.58 % |

|  | 0.08 % |

|  | 0.07 % |

|  | 98.62 % |

|  | 1.38 % |

|  | 100 % |

|  | 91.43 % |

|  | 54.12 % |

|  | 42.43 % |

|  | 1.54 % |

|  | 1.37 % |

|  | 0.36 % |

|  | 0.06 % |

|  | 0.11 % |

|  | 98.70 % |

|  | 1.30 % |

|  | 100 % |

|  | 92.78 % |

|  | 50.01 % |

|  | 46.89 % |

|  | 1.08 % |

|  | 1.05 % |

|  | 0.82 % |

|  | 0.06 % |

|  | 0.08 % |

|  | 98.45 % |

|  | 1.55 % |

|  | 100 % |

|  | 91.57 % |

|  | 48.97 % |

|  | 47.89 % |

|  | 1.23 % |

|  | 0.91 % |

|  | 0.87 % |

|  | 0.06 % |

|  | 0.08 % |

|  | 98.73 % |

|  | 1.27 % |

|  | 100 % |

|  | 91.49 % |

|  | 50.19 % |

|  | 46.37 % |

|  | 1.17 % |

|  | 1.16 % |

|  | 0.92 % |

|  | 0.08 % |

|  | 0.11 % |

|  | 98.56 % |

|  | 1.44 % |

|  | 100 % |

|  | 90.62 % |

|  | 53.61 % |

|  | 42.96 % |

|  | 1.16 % |

|  | 1.15 % |

|  | 1.02 % |

|  | 0.04 % |

|  | 0.06 % |

|  | 98.40 % |

|  | 1.60 % |

|  | 100 % |

|  | 89.81 % |

|  | 49.63 % |

|  | 46.67 % |

|  | 1.82 % |

|  | 1.29 % |

|  | 0.47 % |

|  | 0.04 % |

|  | 0.09 % |

|  | 98.62 % |

|  | 1.38 % |

|  | 100 % |

|  | 92.68 % |

|  | 52.37 % |

|  | 44.12 % |

|  | 1.57 % |

|  | 1.37 % |

|  | 0.47 % |

|  | 0.03 % |

|  | 0.07 % |

|  | 98.63 % |

|  | 1.37 % |

|  | 100 % |

|  | 91.78 % |

|  | 53.74 % |

|  | 39.58 % |

|  | 4.32 % |

|  | 1.92 % |

|  | 0.26 % |

|  | 0.08 % |

|  | 0.10 % |

|  | 98.52 % |

|  | 1.48 % |

|  | 100 % |

|  | 92.21 % |

|  | 59.03 % |

|  | 34.85 % |

|  | 4.48 % |

|  | 1.17 % |

|  | 0.25 % |

|  | 0.08 % |

|  | 0.15 % |

|  | 97.11 % |

|  | 2.89 % |

|  | 100 % |

|  | 90.61 % |

|  | 49.52 % |

|  | 47.08 % |

|  | 1.19 % |

|  | 1.06 % |

|  | 1.02 % |

|  | 0.05 % |

|  | 0.09 % |

|  | 98.35 % |

|  | 1.65 % |

|  | 100 % |

|  | 88.96 % |

|  | 74.80 % |

|  | 23.33 % |

|  | 1.87 % |

|  | 99.36 % |

|  | 0.64 % |

|  | 100 % |

|  | 86.90 % |

|  | 79.76 % |

|  | 18.92 % |

|  | 1.32 % |

|  | 99.38 % |

|  | 0.62 % |

|  | 100 % |

|  | 81.60 % |

|  | 60.56 % |

|  | 36.41 % |

|  | 2.50 % |

|  | 0.39 % |

|  | 0.14 % |

|  | 99.15 % |

|  | 0.85 % |

|  | 100 % |

|  | 91.22 % |

|  | 52.37 % |

|  | 43.87 % |

|  | 2.85 % |

|  | 0.67 % |

|  | 0.24 % |

|  | 99.14 % |

|  | 0.86 % |

|  | 100 % |

|  | 91.68 % |

|  | 58.09 % |

|  | 39.12 % |

|  | 1.94 % |

|  | 0.64 % |

|  | 0.21 % |

|  | 99.09 % |

|  | 0.91 % |

|  | 100 % |

|  | 92.88 % |

|  | 51.92 % |

|  | 42.46 % |

|  | 4.70 % |

|  | 0.47 % |

|  | 0.45 % |

|  | 99.09 % |

|  | 0.91 % |

|  | 100 % |

|  | 90.18 % |

|  | 57.46 % |

|  | 38.29 % |

|  | 3.40 % |

|  | 0.45 % |

|  | 0.39 % |

|  | 98.85 % |

|  | 1.15 % |

|  | 100 % |

|  | 93.53 % |

|  | 48.09 % |

|  | 43.96 % |

|  | 7.37 % |

|  | 0.39 % |

|  | 0.20 % |

|  | 99.22 % |

|  | 0.78 % |

|  | 100 % |

|  | 92.06 % |

|  | 52.09 % |

|  | 42.96 % |

|  | 4.06 % |

|  | 0.53 % |

|  | 0.36 % |

|  | 99.16 % |

|  | 0.84 % |

|  | 100 % |

|  | 88.80 % |

|  | 54.41 % |

|  | 37.97 % |

|  | 7.21 % |

|  | 0.24 % |

|  | 0.17 % |

|  | 99.17 % |

|  | 0.83 % |

|  | 100 % |

|  | 85.18 % |

|  | 52.74 % |

|  | 41.12 % |

|  | 5.54 % |

|  | 0.40 % |

|  | 0.21 % |

|  | 98.97 % |

|  | 1.03 % |

|  | 100 % |

|  | 86.59 % |

|  | 51.34 % |

|  | 43.78 % |

|  | 4.29 % |

|  | 0.37 % |

|  | 0.23 % |

|  | 99.00 % |

|  | 1.00 % |

|  | 100 % |

|  | 90.04 % |

|  | 52.35 % |

|  | 41.67 % |

|  | 5.45 % |

|  | 0.29 % |

|  | 0.23 % |

|  | 99.13 % |

|  | 0.87 % |

|  | 100 % |

|  | 86.29 % |

|  | 46.34 % |

|  | 43.46 % |

|  | 9.57 % |

|  | 0.32 % |

|  | 0.31 % |

|  | 99.13 % |

|  | 0.87 % |

|  | 100 % |

|  | 92.06 % |

|  | 51.29 % |

|  | 43.50 % |

|  | 4.62 % |

|  | 0.31 % |

|  | 0.28 % |

|  | 99.12 % |

|  | 0.88 % |

|  | 100 % |

|  | 92.07 % |

|  | 71.97 % |

|  | 18.24 % |

|  | 9.79 % |

|  | 99.09 % |

|  | 0.91 % |

|  | 100 % |

|  | 84.96 % |

|  | 62.30 % |

|  | 22.99 % |

|  | 14.71 % |

|  | 99.22 % |

|  | 0.78 % |

|  | 100 % |

|  | 79.79 % |

|  | 57.57 % |

|  | 33.31 % |

|  | 9.12 % |

|  | 98.88 % |

|  | 1.12 % |

|  | 100 % |

|  | 78.39 % |

|  | 66.06 % |

|  | 28.42 % |

|  | 5.52 % |

|  | 99.38 % |

|  | 0.62 % |

|  | 100 % |

|  | 76.95 % |

|  | 65.26 % |

|  | 29.57 % |

|  | 5.17 % |

|  | 99.52 % |

|  | 0.48 % |

|  | 100 % |

|  | 74.98 % |

|  | 60.24 % |

|  | 36.43 % |

|  | 2.36 % |

|  | 0.57 % |

|  | 0.35 % |

|  | 0.04 % |

|  | 97.98 % |

|  | 2.02 % |

|  | 100 % |

|  | 0.00 % |

|  | 61.76 % |

|  | 33.40 % |

|  | 4.59 % |

|  | 0.20 % |

|  | 0.05 % |

|  | 0.01 % |

|  | 0.00 % |

|  | 0.00 % |

|  | 100 % |

|  | 0.00 % |

|  | 67.93 % |

|  | 30.44 % |

|  | 1.35 % |

|  | 0.25 % |

|  | 0.02 % |

|  | 0.01 % |

|  | 0.00 % |

|  | 0.00 % |

|  | 100 % |

|  | 0.00 % |

|  | 62.87 % |

|  | 32.61 % |

|  | 4.01 % |

|  | 0.30 % |

|  | 0.20 % |

|  | 0.02 % |

|  | 0.00 % |

|  | 0.00 % |

|  | 100 % |

|  | 0.00 % |

|  | 64.83 % |

|  | 27.50 % |

|  | 7.50 % |

|  | 0.10 % |

|  | 0.06 % |

|  | 0.01 % |

|  | 0.00 % |

|  | 0.00 % |

|  | 100 % |

|  | 0.00 % |

|  | 58.02 % |

|  | 36.18 % |

|  | 5.40 % |

|  | 0.29 % |

|  | 0.09 % |

|  | 0.01 % |

|  | 0.00 % |

|  | 0.00 % |

|  | 100 % |

|  | 0.00 % |

|  | 78.40 % |

|  | 16.15 % |

|  | 5.46 % |

|  | 97.80 % |

|  | 2.20 % |

|  | 100 % |

|  | 86.76 % |

|  | 80.43 % |

|  | 13.46 % |

|  | 6.11 % |

|  | 97.48 % |

|  | 2.52 % |

|  | 100 % |

|  | 85.26 % |

|  | 71.47 % |

|  | 28.53 % |

|  | 95.24 % |

|  | 4.76 % |

|  | 100 % |

|  | 85.07 % |

|  | 73.00 % |

|  | 27.00 % |

|  | 97.96 % |

|  | 2.04 % |

|  | 100 % |

|  | 78.93 % |

|  | 63.21 % |

|  | 23.49 % |

|  | 10.23 % |

|  | 2.38 % |

|  | 0.69 % |

|  | 98.69 % |

|  | 1.31 % |

|  | 100 % |

|  | 89.88 % |

|  | 69.57 % |

|  | 17.99 % |

|  | 6.97 % |

|  | 4.72 % |

|  | 0.76 % |

|  | 98.56 % |

|  | 1.44 % |

|  | 100 % |

|  | 89.25 % |

|  | 72.61 % |

|  | 17.08 % |

|  | 6.87 % |

|  | 2.92 % |

|  | 0.52 % |

|  | 98.35 % |

|  | 1.65 % |

|  | 100 % |

|  | 85.75 % |

|  | 66.51 % |

|  | 21.83 % |

|  | 8.94 % |

|  | 2.51 % |

|  | 0.21 % |

|  | 98.53 % |

|  | 1.47 % |

|  | 100 % |

|  | 86.95 % |

|  | 68.64 % |

|  | 20.95 % |

|  | 8.25 % |

|  | 1.95 % |

|  | 0.21 % |

|  | 98.59 % |

|  | 1.41 % |

|  | 100 % |

|  | 84.19 % |

|  | 60.54 % |

|  | 29.60 % |

|  | 7.05 % |

|  | 2.40 % |

|  | 0.42 % |

|  | 98.49 % |

|  | 1.51 % |

|  | 100 % |

|  | 81.72 % |

|  | 71.49 % |

|  | 28.13 % |

|  | 0.38 % |

|  | 94.81 % |

|  | 5.19 % |

|  | 100 % |

|  | 84.28 % |

|  | 81.07 % |

|  | 18.93 % |

|  | 96.19 % |

|  | 3.81 % |

|  | 100 % |

|  | 70.47 % |

|  | 80.21 % |

|  | 19.64 % |

|  | 0.14 % |

|  | 96.69 % |

|  | 3.31 % |

|  | 100 % |

|  | 80.75 % |

|  | 78.35 % |

|  | 15.81 % |

|  | 4.08 % |

|  | 1.23 % |

|  | 0.53 % |

|  | 0.00 % |

|  | 0.00 % |

|  | 100 % |

|  | 0.00 % |

|  | 81.78 % |

|  | 13.80 % |

|  | 3.29 % |

|  | 0.89 % |

|  | 0.24 % |

|  | 0.00 % |

|  | 0.00 % |

|  | 100 % |

|  | 0.00 % |

|  | 74.56 % |

|  | 21.90 % |

|  | 2.96 % |

|  | 0.50 % |

|  | 0.07 % |

|  | 0.00 % |

|  | 0.00 % |

|  | 100 % |

|  | 0.00 % |

|  | 72.72 % |

|  | 15.83 % |

|  | 10.84 % |

|  | 0.62 % |

|  | 98.90 % |

|  | 1.10 % |

|  | 100 % |

|  | 84.45 % |

|  | 67.98 % |

|  | 16.22 % |

|  | 15.80 % |

|  | 0.00 % |

|  | 99.00 % |

|  | 1.00 % |

|  | 100 % |

|  | 77.81 % |

|  | 68.65 % |

|  | 29.61 % |

|  | 0.74 % |

|  | 0.56 % |

|  | 0.43 % |

|  | 98.38 % |

|  | 1.62 % |

|  | 100 % |

|  | 83.94 % |

|  | 70.98 % |

|  | 27.18 % |

|  | 0.82 % |

|  | 0.73 % |

|  | 0.29 % |

|  | 98.33 % |

|  | 1.67 % |

|  | 100 % |

|  | 84.49 % |

|  | 68.37 % |

|  | 29.64 % |

|  | 1.17 % |

|  | 0.43 % |

|  | 0.39 % |

|  | 98.49 % |

|  | 1.51 % |

|  | 100 % |

|  | 85.04 % |

|  | 52.74 % |

|  | 46.37 % |

|  | 0.31 % |

|  | 0.30 % |

|  | 0.28 % |

|  | 98.20 % |

|  | 1.80 % |

|  | 100 % |

|  | 93.87 % |

|  | 72.89 % |

|  | 25.23 % |

|  | 1.58 % |

|  | 0.30 % |

|  | 0.00 % |

|  | 97.96 % |

|  | 2.04 % |

|  | 100 % |

|  | 94.05 % |

|  | 69.51 % |

|  | 28.91 % |

|  | 1.29 % |

|  | 0.30 % |

|  | 0.00 % |

|  | 98.15 % |

|  | 1.85 % |

|  | 100 % |

|  | 92.47 % |

|  | 60.21 % |

|  | 37.94 % |

|  | 1.14 % |

|  | 0.71 % |

|  | 0.00 % |

|  | 96.44 % |

|  | 3.56 % |

|  | 100 % |

|  | 95.04 % |

|  | 63.81 % |

|  | 34.49 % |

|  | 1.09 % |

|  | 0.60 % |

|  | 0.00 % |

|  | 97.54 % |

|  | 2.46 % |

|  | 100 % |

|  | 93.77 % |

|  | 60.95 % |

|  | 37.18 % |

|  | 1.30 % |

|  | 0.57 % |

|  | 0.00 % |

|  | 98.57 % |

|  | 1.43 % |

|  | 100 % |

|  | 93.29 % |

|  | 63.81 % |

|  | 33.58 % |

|  | 1.94 % |

|  | 0.68 % |

|  | 0.00 % |

|  | 98.28 % |

|  | 1.72 % |

|  | 100 % |

|  | 94.42 % |

|  | 62.04 % |

|  | 35.62 % |

|  | 1.64 % |

|  | 0.70 % |

|  | 0.00 % |

|  | 98.69 % |

|  | 1.31 % |

|  | 100 % |

|  | 93.90 % |

|  | 72.15 % |

|  | 25.45 % |

|  | 1.72 % |

|  | 0.68 % |

|  | 0.00 % |

|  | 98.09 % |

|  | 1.91 % |

|  | 100 % |

|  | 95.37 % |

|  | 69.46 % |

|  | 27.75 % |

|  | 2.18 % |

|  | 0.62 % |

|  | 0.00 % |

|  | 97.92 % |

|  | 2.08 % |

|  | 100 % |

|  | 93.63 % |

|  | 66.72 % |

|  | 31.22 % |

|  | 1.17 % |

|  | 0.89 % |

|  | 0.00 % |

|  | 97.10 % |

|  | 2.90 % |

|  | 100 % |

|  | 93.33 % |

|  | 64.45 % |

|  | 33.12 % |

|  | 1.55 % |

|  | 0.61 % |

|  | 0.28 % |

|  | 98.04 % |

|  | 1.96 % |

|  | 100 % |

|  | 91.63 % |

|  | 74.96 % |

|  | 13.37 % |

|  | 10.47 % |

|  | 1.20 % |

|  | 98.49 % |

|  | 1.51 % |

|  | 100 % |

|  | 85.40 % |

|  | 76.89 % |

|  | 13.06 % |

|  | 8.71 % |

|  | 1.34 % |

|  | 98.40 % |

|  | 1.60 % |

|  | 100 % |

|  | 77.27 % |

|  | 82.55 % |

|  | 11.41 % |

|  | 5.13 % |

|  | 0.91 % |

|  | 98.02 % |

|  | 0.98 % |

|  | 100 % |

|  | 67.89 % |

|  | 82.97 % |

|  | 9.43 % |

|  | 6.57 % |

|  | 1.02 % |

|  | 98.61 % |

|  | 1.39 % |

|  | 100 % |

|  | 78.28 % |

|  | 78.93 % |

|  | 14.23 % |

|  | 5.85 % |

|  | 0.98 % |

|  | 98.83 % |

|  | 1.17 % |

|  | 100 % |

|  | 76.20 % |

|  | 66.64 % |

|  | 31.67 % |

|  | 0.67 % |

|  | 0.64 % |

|  | 0.37 % |

|  | 0.01 % |

|  | 98.79 % |

|  | 1.21 % |

|  | 100 % |

|  | 89.06 % |

|  | 65.92 % |

|  | 31.93 % |

|  | 0.94 % |

|  | 0.61 % |

|  | 0.58 % |

|  | 0.01 % |

|  | 97.87 % |

|  | 2.13 % |

|  | 100 % |

|  | 91.60 % |

|  | 68.49 % |

|  | 29.68 % |

|  | 0.81 % |

|  | 0.53 % |

|  | 0.47 % |

|  | 0.02 % |

|  | 98.03 % |

|  | 1.97 % |

|  | 100 % |

|  | 89.74 % |

|  | 72.35 % |

|  | 25.15 % |

|  | 1.40 % |

|  | 0.72 % |

|  | 0.38 % |

|  | 0.00 % |

|  | 97.57 % |

|  | 2.43 % |

|  | 100 % |

|  | 86.27 % |

|  | 73.94 % |

|  | 23.14 % |

|  | 1.17 % |

|  | 1.08 % |

|  | 0.66 % |

|  | 0.01 % |

|  | 98.32 % |

|  | 1.68 % |

|  | 100 % |

|  | 94.77 % |

|  | 77.91 % |

|  | 19.12 % |

|  | 1.10 % |

|  | 0.95 % |

|  | 0.92 % |

|  | 0.00 % |

|  | 97.57 % |

|  | 2.43 % |

|  | 100 % |

|  | 89.64 % |

1. ↑  Dado el golpe de estado de septiembre de 1955, una mitad de los diputados y delegados electos no pudo completar su mandato. Se aclarará cuando su mandato haya cesado anticipadamente por causas ajenas al golpe.
2. ↑  Falleció el 16 de diciembre de 1953, lo reemplaza Pedro Ángel F. Albertelli (PP) en 1954.
3. 1 2 3 4 5 6 7 8 9  Electo por la minoría.
4. ↑  Electo por la minoría. Falleció el 14 de septiembre de 1954, no fue reemplazado.
5. ↑  Renunció el 26 de octubre de 1954, no fue reemplazado.
6. ↑  Renunció el 5 de mayo de 1955, no fue reemplazado.
7. ↑  Falleció el 8 de marzo de 1954, no fue reemplazado.
8. ↑  Falleció el 3 de septiembre de 1954, no fue reemplazado.
9. ↑  Renunció el 1 de julio de 1955, no fue reemplazado.
10. ↑  Renunció el 1 de diciembre de 1954, no fue reemplazada.
11. ↑  Renunció el 1 de diciembre de 1954, no fue reemplazado.

### Delegados territoriales
|  | 71.81 % |

|  | 27.02 % |

|  | 1.18 % |

|  | 98.03 % |

|  | 1.97 % |

|  | 100 % |

|  | 78.59 % |

|  | 71.69 % |

|  | 28.00 % |

|  | 0.31 % |

|  | 98.46 % |

|  | 1.54 % |

|  | 100 % |

|  | 72.21 % |

|  | 66.73 % |

|  | 32.57 % |

|  | 0.70 % |

|  | 99.09 % |

|  | 0.91 % |

|  | 100 % |

|  | 82.41 % |

|  | 78.52 % |

|  | 20.32 % |

|  | 1.16 % |

|  | 98.20 % |

|  | 1.80 % |

|  | 100 % |

|  | 79.40 % |

|  | 79.43 % |

|  | 20.57 % |

|  | 98.34 % |

|  | 1.66 % |

|  | 100 % |

|  | 73.92 % |

|  | 71.91 % |

|  | 28.09 % |

|  | 98.15 % |

|  | 1.85 % |

|  | 100 % |

|  | 83.64 % |

|  | 78.85 % |

|  | 21.15 % |

|  | 98.60 % |

|  | 1.40 % |

|  | 100 % |

|  | 67.70 % |

|  | 72.32 % |

|  | 27.68 % |

|  | 93.85 % |

|  | 6.15 % |

|  | 100 % |

|  | 74.80 % |

|  | 79.57 % |

|  | 20.43 % |

|  | 98.49 % |

|  | 1.51 % |

|  | 100 % |

|  | 77.79 % |

|  | 71.19 % |

|  | 28.81 % |

|  | 96.55 % |

|  | 3.45 % |

|  | 100 % |

|  | 68.69 % |

|  | 100 % |

|  | 62.05 % |

|  | 37.95 % |

|  | 100 % |

|  | 58.56 % |

1. ↑  Falleció el 14 de abril de 1955, no fue reemplazado.

### Senadores
|  | 31,43 % |

|  | 31,43 % |

|  | 16,12 % |

|  | 16,12 % |

|  | 1,39 % |

|  | 1,39 % |

|  | 0,60 % |

|  | 0,60 % |

|  | 0,46 % |

|  | 0,46 % |

|  | 100 % |

|  | 100 % |

|  | 38,42 % |

|  | 38,40 % |

|  | 10,79 % |

|  | 10,73 % |

|  | 0,83 % |

|  | 0,83 % |

|  | 99,50 % |

|  | 0,50 % |

|  | 0,00 % |

|  | 100 % |

|  | 26,42 % |

|  | 26,41 % |

|  | 20,84 % |

|  | 20,82 % |

|  | 2,42 % |

|  | 2,40 % |

|  | 0,20 % |

|  | 0,20 % |

|  | 0,14 % |

|  | 0,14 % |

|  | 99,54 % |

|  | 0,45 % |

|  | 0,02 % |

|  | 100 % |

|  | 32,30 % |

|  | 32,13 % |

|  | 13,42 % |

|  | 13,41 % |

|  | 4,37 % |

|  | 4,36 % |

|  | 99,80 % |

|  | 0,20 % |

|  | 0,00 % |

|  | 100 % |

|  | 31,35 % |

|  | 31,28 % |

|  | 16,42 % |

|  | 16,40 % |

|  | 2,05 % |

|  | 2,05 % |

|  | 0,13 % |

|  | 0,13 % |

|  | 0,10 % |

|  | 0,10 % |

|  | 98,99 % |

|  | 1,01 % |

|  | 0,00 % |

|  | 100 % |

|  | 39,65 % |

|  | 39,64 % |

|  | 7,49 % |

|  | 7,49 % |

|  | 2,86 % |

|  | 2,86 % |

|  | 98,82 % |

|  | 1,16 % |

|  | 0,02 % |

|  | 100 % |

|  | 100 % |

|  | 33,53 % |

|  | 33,25 % |

|  | 10,90 % |

|  | 10,89 % |

|  | 4,02 % |

|  | 3,99 % |

|  | 0,25 % |

|  | 0,25 % |

|  | 1,46 % |

|  | 1,45 % |

|  | 99,86 % |

|  | 0,13 % |

|  | 0,01 % |

|  | 100 % |

|  | 100 % |

|  | 39,24 % |

|  | 39,15 % |

|  | 8,38 % |

|  | 8,38 % |

|  | 1,76 % |

|  | 1,75 % |

|  | 0,49 % |

|  | 0,48 % |

|  | 0,19 % |

|  | 0,19 % |

|  | 98,65 % |

|  | 1,22 % |

|  | 0,13 % |

|  | 100 % |

|  | 100 % |

|  | 32,61 % |

|  | 32,60 % |

|  | 16,40 % |

|  | 16,40 % |

|  | 0,63 % |

|  | 0,63 % |

|  | 0,30 % |

|  | 0,30 % |

|  | 0,07 % |

|  | 0,07 % |

|  | 98,98 % |

|  | 0,95 % |

|  | 0,07 % |

|  | 100 % |

|  | 39,42 % |

|  | 39,40 % |

|  | 6,22 % |

|  | 6,18 % |

|  | 3,85 % |

|  | 3,80 % |

|  | 0,57 % |

|  | 0,57 % |

|  | 99,33 % |

|  | 0,64 % |

|  | 0,04 % |

|  | 100 % |

|  | 35,50 % |

|  | 35,40 % |

|  | 13,28 % |

|  | 13,27 % |

|  | 0,49 % |

|  | 0,49 % |

|  | 0,49 % |

|  | 0,49 % |

|  | 0,29 % |

|  | 0,29 % |

|  | 0,00 % |

|  | 0,00 % |

|  | 99,01 % |

|  | 0,88 % |

|  | 100 % |

1. ↑  Renunció el 20 de enero de 1954, lo reemplaza Alberto Graziano (PP) el 12 de mayo de 1954.
2. ↑  Renunció el 17 de diciembre de 1954, no fue reemplazada.
3. ↑  Falleció el 29 de diciembre de 1954, no fue reemplazado.
4. ↑  Renunció el 1 de julio de 1955, no fue reemplazado.
5. ↑  Renunció el 9 de abril de 1953, no fue reemplazado.
6. ↑  Falleció el 14 de septiembre de 1952, no fue reemplazado.

## Elecciones parciales
Luego de su provincialización de los territorios nacionales de La Pampa y del Chaco, se realizan elecciones en las nuevas provincias de Eva Perón y Presidente Perón el 12 de abril de 1953.

### Diputados
|  | 100 % |

|  | 85,98 % |

|  | 13,93 % |

|  | 0,10 % |

|  | 100 % |

|  | 100 % |

|  | 88,42 % |

|  | 11,54 % |

|  | 0,04 % |

|  | 100 % |

|  | 95,87 % |

|  | 4,13 % |

|  | 87,90 % |

|  | 11,45 % |

|  | 0,65 % |

|  | 100 % |

|  | 97,05 % |

|  | 2,95 % |

|  | 89,23 % |

|  | 10,21 % |

|  | 0,56 % |

|  | 100 % |

|  | 94,22 % |

|  | 5,78 % |

|  | 88,20 % |

|  | 11,56 % |

|  | 0,24 % |

|  | 100 % |

|  | 97,66 % |

|  | 2,34 % |

|  | 92,62 % |

|  | 7,12 % |

|  | 0,26 % |

|  | 100 % |

### Senadores
|  | 50,01 % |

|  | 49,99 % |

|  | 93,30 % |

|  | 6,66 % |

|  | 0,03 % |

|  | 100 % |

|  | 48,08 % |

|  | 48,08 % |

|  | 1,92 % |

|  | 1,92 % |

|  | 94,68 % |

|  | 5,08 % |

|  | 0,24 % |

|  | 100 % |